# George Martin

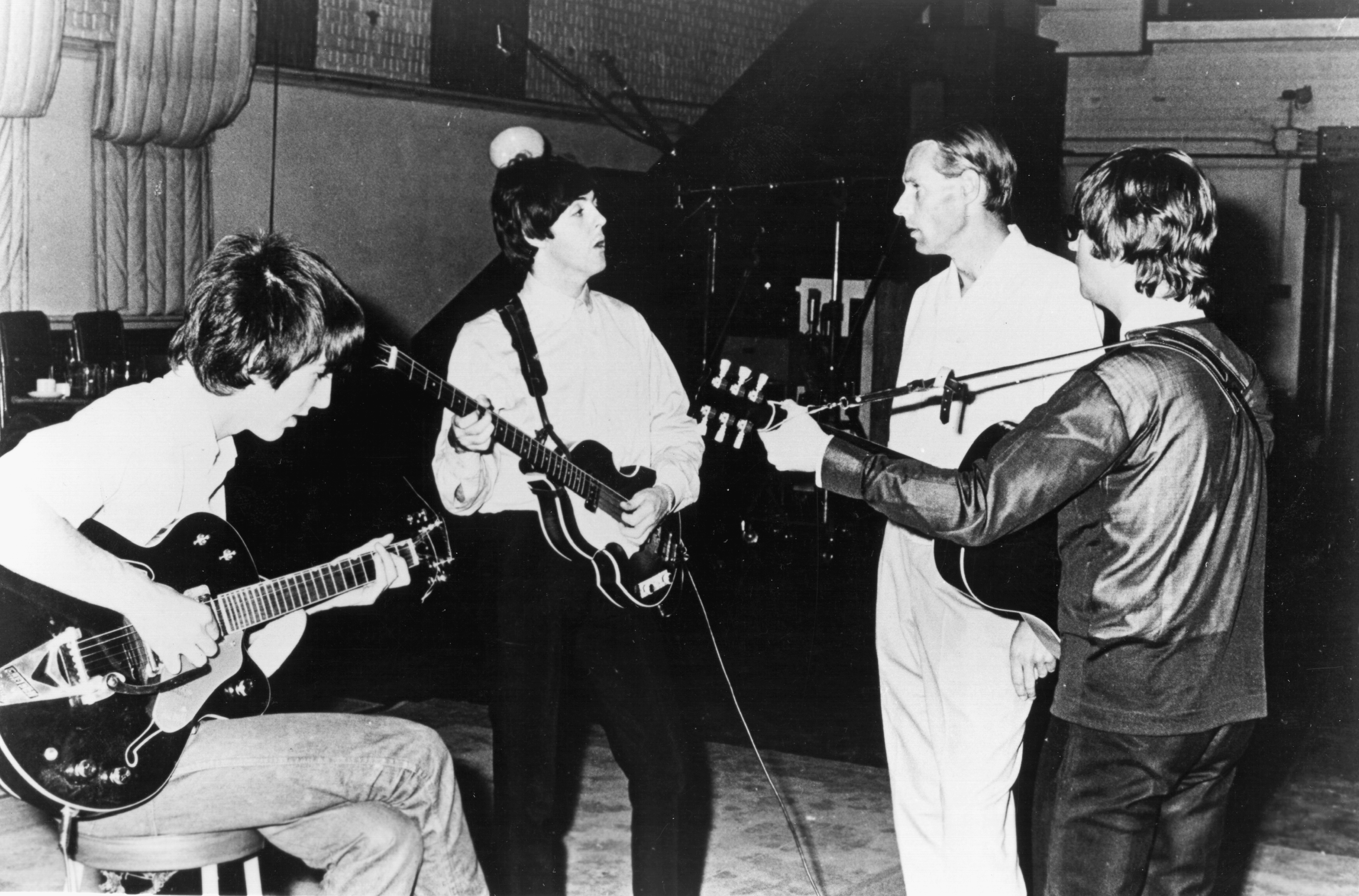
Martin în studioul Abbey Road în 1964, cu George Harrison, Paul McCartney și John Lennon

Sir George Martin CBE (n. 3 ianuarie 1926 – d. 8 martie 2016) a fost un producător muzical, compozitor, aranjor, inginer de sunet și muzician britanic, care a devenit faimos pentru că a produs albumele de studio ale formației The Beatles (cu excepția lui Let It Be, la care a fost cooptat pentru mixaj Phil Spector).
George Martin a studiat pianul și oboiul la Guildhall School of Music and Drama, între 1947 și 1950. După terminarea studiilor a fost angajat pentru scurt timp în departamentul de muzică clasică al BBC, pentru a se alătura ulterior casei de discuri EMI, de care aparținea și Parlophone. În anii 1950 a produs discuri de comedie ale artiștilor Peter Sellers și Spike Milligan.
Martin a fost producătorul care în numele casei de discuri Parlophone a oferit un contract formației The Beatles în 1962. Este responsabil pentru eliminarea din formație a toboșarului Pete Best, de a cărui tehnică nu era mulțumit. În special în perioada timpurie a avut o influență foarte mare asupra aranjamentelor muzicale, deși pe întreaga perioadă de colaborare cu formația a compus și a dirijat acompaniamentele orchestrale ale cântecelor formației (cu puține excepții). Pe lângă aceste funcții, Martin a și cântat de-a lungul timpului la diverse instrumente (pian, orgă, clavecin) pe înregistrările sonore.
În perioada înregistrărilor pentru The White Album, contribuția lui s-a redus, pentru că membrii formației, ajunși la maturitate artistică, au preluat o mare parte din munca de producător, iar Martin avea parte de oferte de lucra cu alți artiști. După înregistrarea în condiții foarte tensionate a albumului Let It Be, în ianuarie 1969, care avea să fie mixat de Phil Spector, Martin a fost rechemat pentru a produce Abbey Road, care avea să fie „cântecul de lebădă” al formației.
Încă din perioada Beatles, Martin a produs în paralel coloane sonore pentru filme. După destrămarea formației, a întemeiat studioul de înregistrări AIR, producând o sumă de artiști. În anii 1970 a pregătit albumul live At the Hollywood Bowl. În anii 1990 a fost cooptat pentru a produce cele trei albume duble care au însoțit documentarul The Beatles Anthology, deși nu a produs cele două cântece noi, Free As a Bird și Real Love, pretextând probleme de auz. Pentru meritele sale în domeniul muzicii, a fost înnobilat în 1996.